# Закрилникът 2
„Закрилникът 2“ (на английски: The Equalizer 2) е американски екшън филм от 2018 г. на режисьора Антъни Фукуа и е продължение на „Закрилникът“ (2014), който е базиран на едноименния телевизионен сериал. Във филма участват Дензъл Уошингтън в главната роля, Педро Паскал, Аштън Сандърс, Мелиса Лео, Бил Пулмън и Орсън Бийн в последната му роля. Филмът е четвъртото сътрудничество между Фукуа и Уошингтън след „Тренировъчен ден“, „Закрилникът“ (2014) и „Великолепната седморка“ (2016).